# Längjums kyrka
Längjums kyrka är en kyrkobyggnad som sedan 2018 tillhör Varabygdens församling (2002—2018 Larvs församling och tidigare Längjums församling) i Skara stift. Den ligger i kyrkbyn Längjum i Vara kommun.

## Kyrkobyggnaden
Ursprungliga kyrkan uppfördes någon gång omkring år 1200. År 1770 utvidgades kyrkan åt söder och försågs med ett tresidigt kor. Samtidigt sattes nya och större fönster in. 1775 byggdes en sakristia i norr. En större restaurering genomfördes 1887 då nuvarande vapenhus i väster troligen tillkom. 1915 förstärktes takstolen. En medeltida västportal togs fram 1996. Portalen ligger något norr om nuvarande portal och skyms delvis av vapenhuset.

## Inventarier
- Dopfunten är från omkring år 1200.
- 1697 fattades beslut att införskaffa en predikstol.
- En orgel installerades 1924. Orgelverket var tillverkat av Nordfors & Co och orgelfasaden ritad av arkitekt Curt Björklund.

### Klockor
I klockstapeln hänger två senmedeltida klockor, båda utan inskrift.